# Factura
La factura és el document emès pel venedor quan es produeix la venda de mercaderies o la prestació de serveis, en el qual s'especifiquen els productes o serveis, les seves característiques i l'import de l'operació.